# Новоазовськ (пункт контролю)
47°6′53″ пн. ш. 38°4′48″ сх. д. / 47.11472° пн. ш. 38.08000° сх. д.
Новоазо́вськ — пункт пропуску через державний кордон України на кордоні з Росією.
Розташований у Новоазовському районі Донецької області за 10 км від однойменного міста на автошляху E58М14. З російського боку розташований пункт пропуску «Весело-Вознесенка» поблизу хутора Максимов, Некліновський район, Ростовська область на аналогічному єврошосе в напрямку Таганрога.
Вид пункту пропуску — автомобільний. Статус пункту пропуску — міжнародний.
Характер перевезень — пасажирський, вантажний.
Окрім радіологічного, митного та прикордонного контролю, пункт пропуску «Новоазовськ» може здійснювати санітарний, фітосанітарний, ветеринарний, екологічний та контроль Служби міжнародних автомобільних перевезень.
Пункт пропуску «Новоазовськ» входить до складу однойменного митного посту Східної митниці. Код пункту пропуску — 70009 05 00(11).
При захисті Новоазовська з 2 на 3 липня 2014 року від нападу проросійських бойовиків загинули старший прапорщик Семеновський Олег Миколайович та молодший сержант Пресняков Володимир Миколайович.